# Fenouillet (Górna Garonna)
Fenouillet – miejscowość i gmina we Francji, w regionie Oksytania, w departamencie Górna Garonna.
Według danych na rok 1990 gminę zamieszkiwało 3 426 osób, a gęstość zaludnienia wynosiła 360 osób/km² (wśród 3020 gmin regionu Midi-Pyrénées Fenouillet plasuje się na 97. miejscu pod względem liczby ludności, natomiast pod względem powierzchni na miejscu 1127.).